# Krzysztof Jotko
Krzysztof Jotko, född 19 augusti 1989 i Elbląg, är en polsk MMA-utövare som sedan 2013 tävlar i organisationen Ultimate Fighting Championship.